# ハン・ユミ
ハン・ユミ（韓有美、한유미 、1982年2月5日 - ）は、京畿道烏山市出身の韓国の元女子バレーボール選手。元韓国代表。妹はハン・ソンイ。

## 来歴
- 身長はそれほど高くないがパワーとキレのあるスパイクを打つ韓国のサイドアタッカー。
- 闘志を全面に押し出したプレースタイルで、特に日本戦は目の色を変える。スパイクを打つ時は雄叫びを上げながら叩きつける。
- レシーブが苦手である。国際大会では世界各国にサーブで狙われる。
- 2012年のロンドンオリンピックでは、韓国代表として出場し同国として36年ぶりのベスト4入りの原動力となった。
- 同年、アジアカップを6位で終了し、カナダ国籍の実業家との結婚を発表と同時に引退してビーチバレーに転向したが2014/2015シーズンに現代建設ヒルステートで復帰となった。
- 2018年に現役引退。引退後はKBS Nスポーツの解説者として活動。

## 球歴
- オリンピック - 2012年（4位）
- 世界選手権 - 2006年（13位）、2010年（13位）
- ワールドカップ - 2007年（8位）
- ワールドグランプリ - 2005年（12位）、2012年（14位）
- アジア選手権- 2005年（4位）、2007年（4位）
- アジア競技大会 - 2006年（5位）、2010年（2位）

## 所属クラブ
- 現代建設ヒルステート（2000-2011年）
- KGC人参公社（2011-2012年）
- 現代建設ヒルステート（2014-2018年）